# Iapama
Gli Iapama sono un gruppo etnico del Brasile che ha una popolazione stimata in circa 200 individui. Parlano la lingua Iapama (codice ISO 639: IAP) e sono principalmente di fede animista.
Vivono ai confini tra gli stati brasiliani di Pará e Amapá.